# أبو غالب بن بشران
أبو غالب أحمد بن سهل (380هـ/990-991م - 15 رجب 461هـ/29 أبريل 1070م) ويُعرَف بابن بشران أو ابن خالة، هو أديب وشاعر ونحوي وأحد قامات المعتزلة في زمنه، عاش في العراق في القرن الخامس الهجري.

## سيرته
ولِدَ أحمد بن سهل في إحدى القرى الريفيَّة شمال مدينة واسط، وكانت ولادته في سنة 380هـ، وغادر قريته مُتجهاً نحو واسط، وفيها تلقَّى تعليمه لدى إبراهيم بن سعيد النحوي وابن دينار الكاتب والحسين بن علي بن الوليد النحوي وابن كروان، ودرس هناك اللغة والأدب، وتعمَّق في علوم الدين والعقيدة، وتدرَّج في منزلته حتى صار من أشهر أدباء العراق، وكان الطلاب يتوافدون عليه للدراسة، غير أنَّ ميوله القويَّة نحو الاعتزال جعلته مكروهاً من فئةٍ من العامَّة ورجال الدين. وكان إلى جانب علمه الواسع شاعر جيِّد مُكثِر. تُوفِّي أبو غالب بن بشران في منتصف شهر رجب من سنة 461هـ.

## شعره
أبو غالب بن بشران شاعر جيِّد مُكثِر، غير أن ما وصل من شعره قليل، ويتناول في أغلبه الشكوى والنسيب.